# Verkehrsbetrieb Potsdam
Die ViP Verkehrsbetrieb Potsdam GmbH (ViP: Abkürzung für Verkehrsbetrieb in Potsdam) betreibt den wesentlichen Teil des öffentlichen Personennahverkehrs (ÖPNV) in Potsdam. Das Unternehmen ist eine Tochtergesellschaft der Stadtwerke Potsdam GmbH.

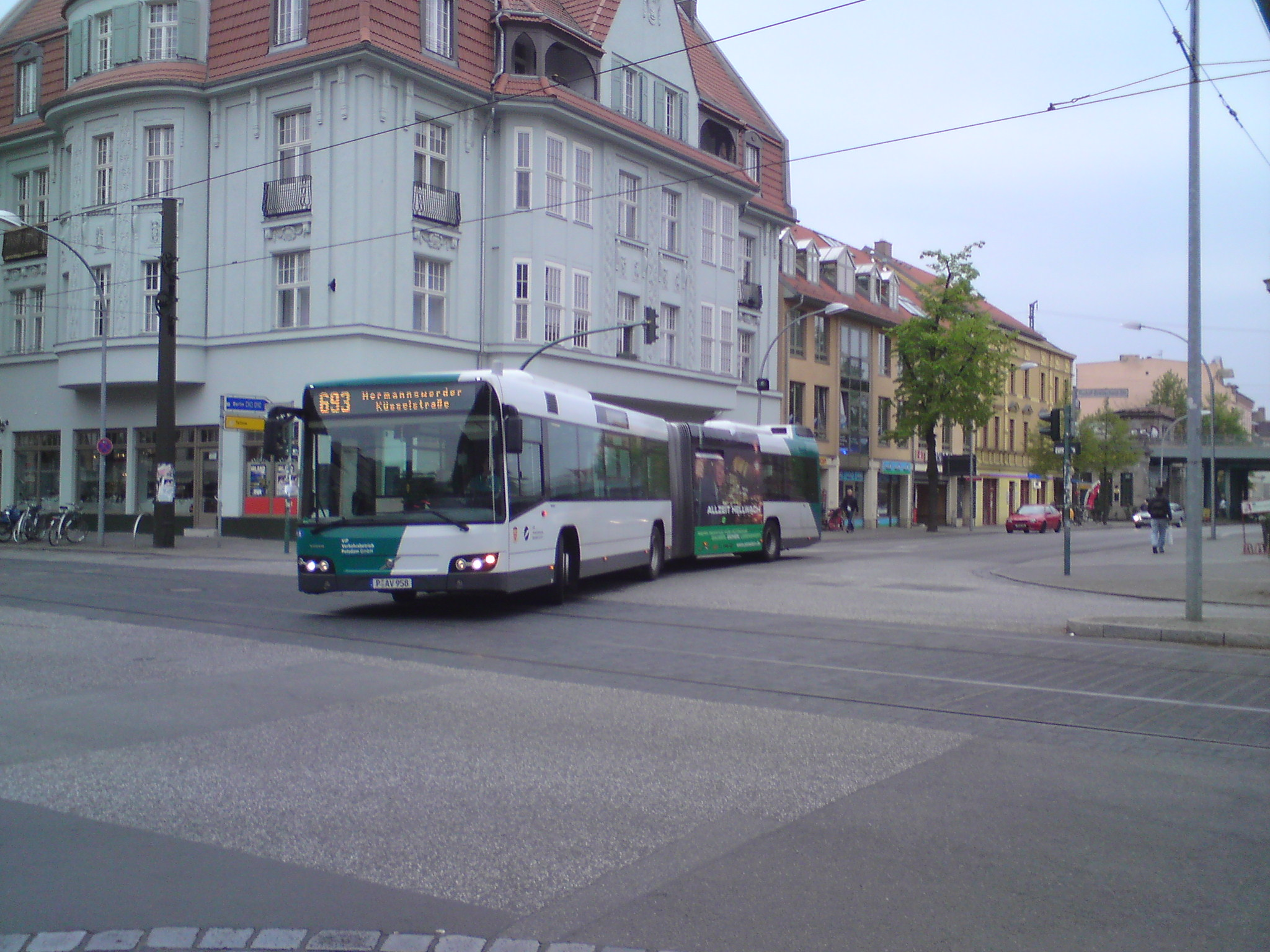
Bus der ViP am Rathaus Babelsberg

Heute betreibt der Verkehrsbetrieb als Partner des VBB sieben Straßenbahn- und 25 Omnibuslinien sowie eine Fährverbindung. Bei einer Streckennetzlänge von etwa 337 Kilometern nutzen jährlich etwa 34 Millionen Fahrgäste das ÖPNV-Angebot, das als besonders umfangreich und preiswürdig gilt.

## Geschichte

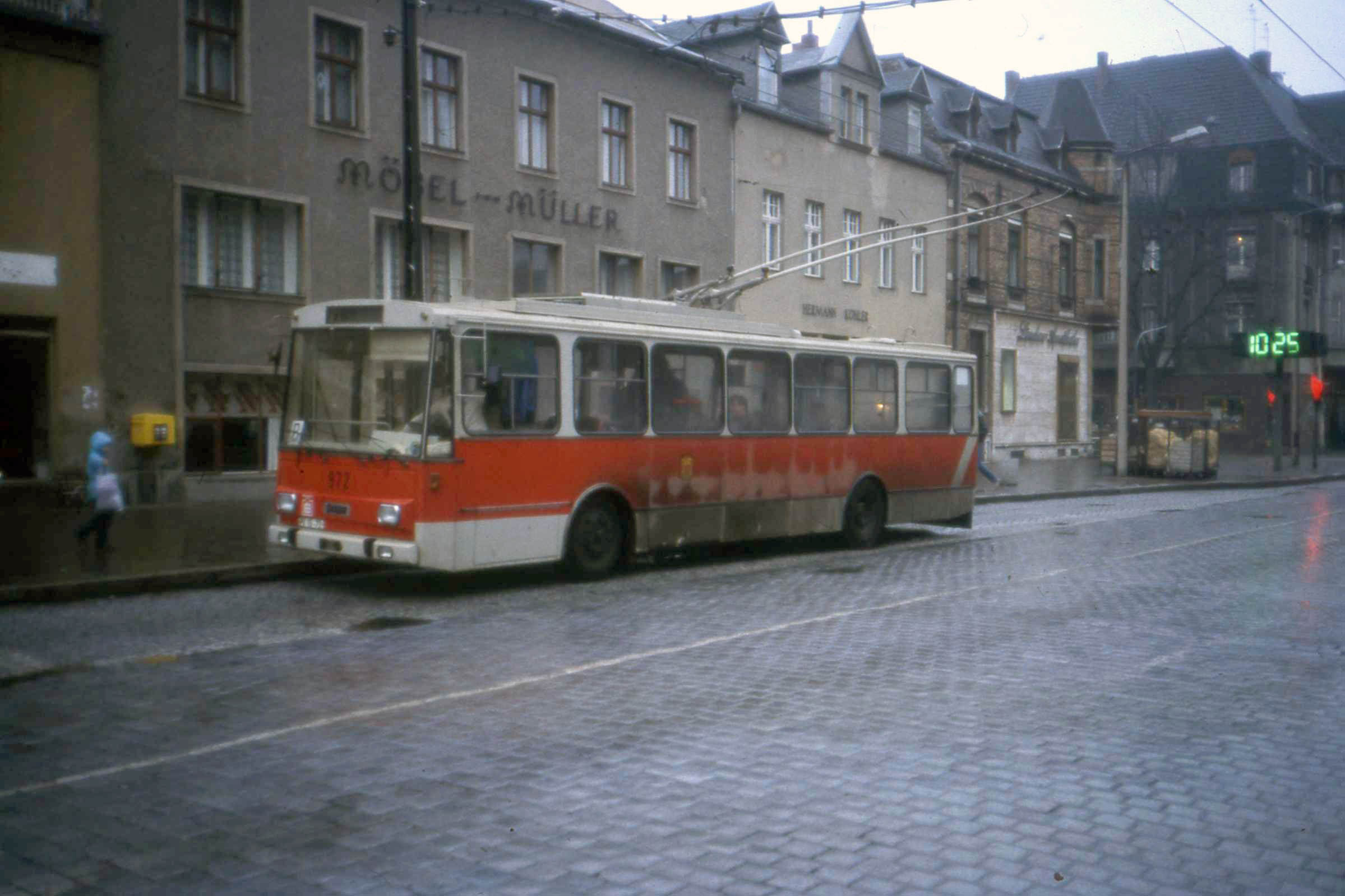
Škoda-Obus in der Karl-Liebknecht-Straße (Januar 1990).

Der vorherige VEB Verkehrsbetrieb Potsdam wurde im Dezember 1990 in eine GmbH umgewandelt und erhielt den Namen Verkehrsbetrieb in Potsdam (ViP). Seit Januar 1994 wird dieser als Tochtergesellschaft der städtischen Stadtwerke Potsdam betrieben.
Neben der Straßenbahn Potsdam und Dieselomnibussen existierte bis 1995 auch ein Obusnetz, der Oberleitungsbus Potsdam. Die beiden Linien A und B (ab Mai 1991 Linien 690 und 691) verkehrten zwischen Babelsberg und Drewitz. Der Obus-Betrieb wurde am 22. Januar 1995 eingestellt.
Nach den 1991 verabschiedeten „Grundsätzen einer neuen Verkehrspolitik“ wurde in den folgenden Jahren das Straßenbahn-Netz ausgebaut.
Das Unternehmen kündigte im Oktober 2024 an, seine Busflotte bis 2031 vollständig auf batterieelektrischen Antrieb umzustellen zu wollen.

Logo 1990–2019